# Ypsolopha cervella
Ypsolopha cervella là một loài bướm đêm thuộc họ Ypsolophidae. Nó được tìm thấy ở đảo Vancouver về phía nam đến các bang Thái Bình Dương đến quận San Diego ở California và Arizona.
Sải cánh dài khoảng 19 mm. Có một lứa một năm, với con trưởng thành xuất hiện vào tháng 6.
Ấu trùng ăn cây sồi của Erythrobalanus và Lepidobalanus, bao gồm Quercus chrysolepis và Quercus gambelii.